# T-ara
A T-ara (koreai írással: 티아라, thiara, japán írással: ティアラ, tiara; gyakran: T-ARA vagy T♔ARA) egy dél-koreai lányegyüttes, amelyet 2009-ben hozott létre a Core Contents Media.
Az együttes jellemző tulajdonságát a zenei motívumokkal hemzsegő dance-pop stílusú zene jellemzi, ami a Shinsadong Tiger zeneszerzővel való szoros együttműködésük eredménye. A vizuális koncepciók széles skálája „kaméleonszerű” hírnevet szerzett a csoportnak. 
Debütáló stúdióalbumuk, az Absolute First Album 2009 decemberében jelent meg, és több slágerlistás dalt tartalmazott, beleértve a TTL (Time to Love), a Bo Peep Bo Peep és a You Drive Me Crazy (너 때문에 미쳐, No ttemune micshjo) című dalokat. Az albumot első, Temptastic című középlemezük követte 2010-ben. 2011-ben megjelent második középlemezük, a John Travolta Wannabe, melynek címadó dala, a Roly-Poly első helyezést ért el a Kaon éves slágerlistáján. Kevesebb, mint hat hónappal később, 2011-ben megjelent harmadik középlemezük, a Black Eyes, amely három slágerlistás dalt tartalmazott: Cry Cry, We Were in Love (우리 사랑했잖아, Uri szaranghettcsanha) és Lovey-Dovey.
2012-ben a T-ara népszerűsége visszaesett, mert a csoporton belül belső disszonanciáról szóló vádak voltak, amik azt eredményezték, hogy Hwayoung egy év múlva azonnal távozott a csoportból, amit Areum követett egy évvel az ő távozása után. T-ara későbbi anyaga változó sikerrel jelent meg, mielőtt a csoport elkezdett a kínai promóciós tevékenységekre összpontosítani, ahol 2014-ben felkeltették a figyelmet a Chopstick Brothers Little Apple című dalának feldolgozásával. A T-ara az egyik legnépszerűbb K-pop lánycsapat volt 2014-ben Kínában.
T-ara végleges kiadása, hattagú csoportként 2017 május előttre volt tervezve, mielőtt Soyeon és Boram szerződése lejárt volna; azonban a vezetőségükkel való ütközések késleltették a What My Name? című albumot 2017 júniusáig, ami végül a tényleges részvételük nélkül jelent meg. Qri, Eunjung, Hyomin és Jiyeon korábban, 2017. december 31-ig meghosszabbították szerződéseiket az MBK Entertainmentnél. A csoport határozatlan időre befejezte az aktivitását 2018. január 3-tól kezdve, lehetővé téve a tagok számára, hogy egyéni karrierjüket folytassák.

## Történet

### 2009–2010: megalakulás, debütálás ésAbsolute First Album
Az eredeti bemutató előtti öt T-ara tag (Jiae, Jiwon, Eunjung, Hyomin és Jiyeon) három évig voltak együtt gyakornokok az Mnet Media-nál. A csoport neve a tiara szón alapul, és abból a gondolatból származik, hogy ők lesznek a "zeneipar királynői".
Első, Good Person (좋은 사람, Csohun szaram) című dalukat 2009-ben adták ki, amely a Cinderella Man című koreai dráma betétdalát képezte. Két hónappal később Jiae és Jiwon kilépett a csapatból, majd 2009 júliusában Boram, Soyeon és Qri hozzáadásával a T-ara hattagú együttesként debütált Lies (거짓말, Kodzsinmal) című dalukkal.
Jiyeon SeeYa és a Davichi kiadóbéli társaival közösen kiadott egy Women's Generation (여성 시대, „Joszong Szide”) című együttműködési kislemezt, amely 2009 májusában jelent meg.
2009 júniusában az Mnet Media bejelentette, hogy Jiae és Jiwon zenei stílusbeli különbségek miatt elhagyják a T-arát. Az első új tag, aki felkerült a csoportba, Boram volt, Cson Jongrok énekesnő lánya és I Mijong színésznő. Soyeon, az SM Entertainment egykori gyakornoka, aki a Girls 'Generation vezetője lett volna, és Qri három héttel a debütálás előtt fel lett véve a T-ara-ba. 2009 júliusának elején a csoport az Mnet Media-ből a Core Contents Media leányvállalatába került.
T-ara 2009. július 29-én debütált az MBC Radio Star  Első fellépésük az Mnet M Countdown zenei műsorában volt július 30-án, ahol a Lies (거짓말, Kodzsinmal) és a Wanna Play? (놀아 볼래?, Norapolre)  című dalokkal a debütáló kislemezükből. A debütálásukat negatívan értékelték a webes bejegyzések, ahol az emberek kijelentették, hogy olyan volt, mintha playbackelték volna, és olyan megjegyzések is voltak, hogy "általános iskolai" előadásnak tűnik. A csoport később bejelentette, hogy a jövőbeni előadások élőben lesznek. 2009 szeptemberében Eunjung, Soyeon, Hyomin és Jiyeon együttműködött Supernova című, kiadóbéli társuk Kwangsu, Jihyuk és Geonil tagjával a TTL (Time to Love) című kislemezen, ami 2009. szeptember 15-én jelent meg, és mindkét csoport első számú dala lett, mivel sok online slágerlista élén állt. A T-ara és a Supernova ismét együttműködött a TTL Listen 2 című dalon, a TTL (Time to Love) folytatásában, amely 2009. október 9-én jelent meg, és amelyben mindkét csoport összes tagja részt vett.
T-ara 2009. november 27-én adta ki debütáló stúdióalbumát, az Absolute First Album-ot Az album címadó számának meghatározása érdekében a Core Contents Media felmérést tartott, amelyben a nyilvánosságnak választania kellett a Bo Peep Bo Peep vagy a Like the First Time (처음 처럼, Cshoum Cshorom) között. 9000 ember vett részt a felmérésben különböző zenei portálokon, 53%-uk (4770 fő) a Cshoum Cshorom-ot választotta a Bo Peep Bo Peep helyett. Utóbbit azonban ismeretlen okokból a zenei műsorokban népszerűsítették. A Bo Peep Bo Peep a Kaon zenei lista negyedik helyén, míg a Cshoum Cshorom a tizedik helyen végzett. 2009. december 4 -én tartották visszatérő fellépésüket a Music Bankban. A 24. Golden Disk Awards -on a T-arát az év újoncának ítélték a 4minute lánycsoporttal együtt.
A csoport elnyerte első zenei show-díját a Bo Peep Bo Peep című dallal a Music Bank újévi epizódjában. A dal összesen öt díjat nyert: kettőt a Music Bankon, hármat pedig az Ingigayo-n, ezzel megkapta a "Triple Crown" díjat. Később, 2010 januárjában a csoport promóciókat hirdetett a Cshoum Cshorom című kislemezhez, amely gyorsan véget ért, mivel Soyeon-nál diagnosztizálták a H1N1-et. Ugyanebben a hónapban T-ara cameoszerepelt a God of Study hetedik és nyolcadik epizódjában, amelyben Jiyeon játszott főszerepet.
2010 februárjában a csoport bejelentette debütáló albumának újrakiadását Breaking Heart címmel. A két vezető kislemez, a You Drive Me Crazy (너 때문에 미쳐, No ttemune micshjo) és a I'm in Pain (내가 너무 아파, Nega nomu apha), digitálisan jelent meg 2010 február 23-án és a Kaon zenei lista első és harmincegyedik helyén érte el a csúcsot.  A T-ara ugyanazon a napon tartotta visszatérő fellépését az M Countdown-on, és számos zenei díjat nyert a No ttemune micshjo című dal promóciója során: két egymást követő Mutizen-győzelem az Ingigayo-n és egy első helyezés az M Countdown-on. A Breaking Heart fizikailag 2010. március 3-án jelent meg, a Kaon heti listájának második helyén és a harmincötödik helyen az éves listán; 40 695 példányban kelt el. Miután befejeződött a No ttemune micshjo promóciója, T-ara 2010. áprilisáig előadta a Nega nomu apha című dalát zenei műsorokban. 2010 júniusában a csoport a T-ara Dot Com online ruházati boltjában értékesített világbajnoksági áru bevételét egy afrikai gyerekeknek szánt jótékonysági célra ajánlotta fel. 2010. július 16-án a T-ara képviselői bejelentették Rju Hvajong felvételét a csoport hetedik tagjává. Ennek oka az volt, hogy ennyi szólóprojekt mellett teljesebb felállást tudtak biztosítani a T-ara számára, amikor az egyes tagok forgattak vagy más szerepeket játszottak. Azt is kijelentették, hogy ez lehetővé teszi a tagok számára, hogy több egyéni tevékenységet végezzenek, és valamennyire kevésbé legyen nehéz az időbeosztásuk.
2010 novemberében a csoport a Hello Baby című valóságshow harmadik évadjában volt, amelyben Moon Mason és két testvére gondját viselték. A T-ara 2010. november 23-án kiadta a Why Are You Being Like This (왜 이러니, Ve Ironi) kislemezt, első kislemezük, a Temptastic  címadó dalát.
A Temptastic digitális formátumban, 2010. december 1 -jén jelent meg, második kislemezükkel, a Yayaya-val együtt. Az album fizikai megjelenését december 3-ig elhalasztották a 2010 novemberi Jonphjong-szigeti incidens miatt. A T-ara december 3-án tartotta első visszatérő fellépését a Music Bankon keresztül, és megkezdte a promóciókat új hetedik tagjával, Hwayounggal és új vezetőjével, Borammal, és két egymást követő győzelmet arattak a Ve Ironi és a Yayaya daljaikkal az M Countdown-on.

### 2011–2012: Áttörés és a zaklatási botrány
T-ara második EP-je, John Travolta Wannabe címmel 2011. június 29-én jelent meg. A Kaon zenei listán a harmadik helyen végzett, és 2011-ig 30 116 példányban kelt el. A középlemez egyetlen kislemeze, a Roly-Poly a Kaon Digital Chart második, a Korea K-Pop Hot 100 toplistájának első helyén végzett. A kislemez áttörést jelentő sikert aratott, és 2011-ben a legtöbb bevételt hozó és legtöbbet eladott kislemez lett Dél-Koreában, több mint négy millió millió eladott egységgel. A Roly-Poly videója megnyerte a legjobb zenei videó díjat a 3. Melon Music Awards-on, és az Év énekese (július) díjat az 1. Gaon Chart Awards-on, és a legjobb táncos előadásnak jelölték egy női csoport által és az év dala címmel a 13. Mnet Asian Music Awards-on.
csoport 2011. augusztus 2-án jelentette meg John Travolta Wannabe limitált kiadású újrakiadását Roly-Poly in Copacabana címmel A címadó dal, a Roly-Poly in Copacabana a Roly-Poly eurodance remixe, a Copacabana dalról kapta a nevét, amelyet a 80-as években népszerűsítettek a Jongno disco klubokban. Az album a harmadik helyen, míg a kislemez a Gaon és a Billboard Korea K-Pop Hot 100 listáján a negyven és negyvenötödik helyen végzett. A csoport megkezdte a remixelt kislemezének promócióit a Music Bank-en. A T-ara szeptember 28-án tette közzé első japán kislemezét, a Bo Peep Bo Peep-et amely az Oricon heti kislemezlistáján az első helyet szerezte meg, több mint 49 ezer eladott példánnyal így ők lettek az első nem japán lányegyüttes, akik az első helyen álltak az Oricon-on egy debütáló kislemezzel. A kislemez az első helyen végzett a Billboard Japan Hot 100-on, és a RIAJ által arany minősítést kapott mind a teljes hosszúságú mobil-, mind a PC-letöltésekre.
2011 novemberében a T-ara kiadta harmadik középlemezét, a Black Eyes-t, amely a Kaon toplisták második helyén szerepelt. Az albumot megelőzte a Cry Cry kislemez megjelenése, amely a Billboard Korea K-Pop Hot 100 első helyén végzett, és két egymást követő első díjat nyert az M Countdown-on. A Cry Cry videoklipje arról lett nevezetes, hogy egymilliárd koreai von produkciós költségvetéssel és harminc perces drámai történettel rendelkezik. A csoport november 30-án tette közzé második japán kislemezét, a Yayaya-t a Temptastic középlemezükről. A kislemez az Oricon toplistákon a hetedik, a Billboard Japan Hot 100 hatodik helyen végzett.
2011 decemberében a Core Contents Media bejelentette, hogy T-ara harmadik vezetője, Hyomin átadja vezetését Soyeonnak. A csoport háromnapos mini-koncertkörútra lépett X-mas Premium Live címmel, amelyet a tokiói Shinagawa Stella Hallban, a Zepp Nagoyában és az Oszakai Zeppben tartottak. A T-ara 2011-ben a második legnagyobb lánycsoporttá nőtte ki magát Koreában azzal, hogy a Gallup Korea szavazáson a nyolcadik helyen végzett. T-ara és Davichi 2011. december 23-án adták ki karácsonyi balladájukat, We Were in Love (우리 사랑했잖아, Uri szaranghettcsanha) címmel, amely később szerepelt a T-ara Funky Town újrakiadású albumán. A kislemez elérte az első helyet a Kaon zenei listán, és a második helyen végzett a Billboard Korea K-Pop Hot 100-on. Mindkét csoport hetente adta elő a dalt az SBS Ingigayo műsorán, a T-ara év végi ceremóniájára való nehéz felkészülés közepette.
A T-ara Funky Town címmel 2012. január 3-án újrakiadta a Black Eyes-t. Az album a Gaon heti albumlistán az első és a havi albumlistán a második helyen végzett, 76,749 példányban. A Lovey-Dovey második kislemezként jelent meg az albumról, amely a Kaon és a Billboard Korea K-pop Hot 100 toplistáinak első helyén végzett. A kislemez csak Dél-Koreában több mint 3 millió digitális példányban kelt el. Februárban a Forbes Korea kilencedik megalakulásának évfordulója alkalmából jelentette a "Top 40 Power Celebrities" listáját. A T-ara a tizenhetedik helyen szerepelt a listán, így a harmadik legerősebb lánycsoport és a hetedik legerősebb női híresség lett Koreában.
Áprilisban a Core Contents Media bejelentette, hogy júliusban két új taggal bővül a T-ara felállása, így a T-ara kilencfős csoporttá alakul. 2012. május 30-án a 14 éves Dani-t bejelentették a csoport egyik új tagjának. Később szerepelt T-ara Day by Day című videoklipjének drámai változatában. 2016 augusztusától azonban Dani még gyakornok volt, és nem debütált a T-ara tagjaként. 2012. június 14-én a Core Contents Media bemutatta a 18 éves Areumot, mint új makne-t (막내, legfiatalabb tag) és a csoport két új kiegészítése közül az utolsó.
A csoport 2012. június 6 -án adta ki első japán albumát, a Jewelry Box-ot. Az album az Oricon heti albumlistájának második helyén debütált, több mint 57.000 példány eladással. Június 19-én első japán koncertkörútjukra indultak T-ara Japan Tour 2012: Jewelry Box in Nagoya címmel; úgy tervezték, hogy a turné látogatottsága várhatóan meghaladja a 40 000 embert. Az album előtt négy kislemez jelent meg: Bo Peep Bo Peep, Yayaya, Roly-Poly és Lovey-Dovey. Július 3-án a T-ara kiadta negyedik középlemezét, a Day by Day-t, amely a Kaon zenei lista ötödik helyén szerepelt. A címadó szám, a Day by Day, ugyanazon a napon jelent meg kislemezként, a második helyen. A Day by Day első visszatérő előadását 2012. július 7-én tartották a Music Core-on, amelyet egy 70 fős zenekar támogatott, és bemutatta a csoport nyolcadik tagjának, Areumnak a színpadi debütálását.
Július 25-én és 26-án a T-ara koncertet tartott Japánban, Hvajong lábsérülése miatt csak egy dalt adott elő. A koncert után a T-ara egyik tagja tweetelt egy általános üzenetet az elszántságról, a többi tag közül négyen pedig egyetértettek vele. Ezt követően Hwayoung és nővére, Hjojong tweetelt egy "rossz emberről", ami azt a benyomást keltette a koreai internetezőkben, hogy konfliktus van a csoporton belül. A netezők retweetelték az üzeneteket, és azt feltételezték, hogy Hvajongot zaklatják. Amikor a zaklatási botrány nagyon elterjedt, a Core Contents Media július 30-án hirtelen bejelentette Hvajong azonnali távozását, miután egy év, nyolc hónapig volt a csoport tagja. A CCM vezérigazgatója, Kim Kvangszu azt állította, hogy Hvajong szerződését felmondták, mert a személyzet tagjai úgy érezték, hogy viselkedése sérti a csapatmunkát, és nem a zaklatási botrány volt az oka a távozásának. A botrány miatt a csoport ideiglenesen felfüggesztette tevékenységét, míg a tagok folytatták egyéni tevékenységüket. Mind Hvajong, és a T-ara többi tagja azt mondta, hogy a zaklatásukkal kapcsolatos tényeket a netezők találták ki, másrészt megerősítették, hogy valójában konfliktus van Hwayoung és a többi tag között.
Később bejelentették, hogy a T-ara közelgő visszatérésén nem lesz változás; ügynökségük azonban visszavette a nyilatkozatot, és bejelentette, hogy visszatérésüket határozatlan időre elhalasztják. A Day by Day középlemez újrakiadása, a Mirage végül 2012. szeptember 3-án jelent meg. Két kislemez, a Sexy Love és a Day and Night (Love All) (낮과 밤, Nacskva Pam), ugyanazon a napon jelent meg az albumról, a Sexy Love a Gaon negyedik helyén, és a Billboard Korea K-pop Hot 100 toplistáin a harmadik helyen. A Nacskva Pam egy együttműködési kislemez volt, melyben T-ara Areum-ja és a Gavy NJ Shannon és Gun-ji tagjai szerepeltek.
Szeptember 26-án a T-ara kiadta a Day by Day japán változatát, amely főként az adott dalhoz készült koreai videoklipjeik jeleneteiből áll. Októberben a T-ara kiadta a Sexy Love japán változatát, és nem sokkal ezután a csoport Japánba utazott, hogy népszerűsítse soron következő kislemezét.

### 2013–2014: alegységek,Again, ésAnd & End
A T-ara kiadta hatodik japán kislemezét, Bunny Style! (バニスタ!; Baniszuta!; Hepburn: Banisuta!) címmel 2013. március 20-án. Az A-oldali Bunny Style! az első kislemezük, amelyet kifejezetten a japán piacra készítettek. A kislemez tíz különböző kiadásban jelent meg, mindegyiknek más-más B-oldala volt: hét rendes kiadás, amelyek egyik tagjának szóló dalát tartalmazzák, és három korlátozott kiadás, amely egy alegység által előadott dalt tartalmaz. A kislemez népszerűsítése érdekében a csoport különleges bemutatókat tartott 10 japán városban, 2013. február 20 -án, a Sapporo Factory Atriumban és 2013. március 9 -én a Nagasaki Seagull téren. 2013. április 1-jén a T-ara japán kiadóját, az EMI Music Japant felvásárolta a Universal Music Japan, majd megszűnt cégként, és átnevezték EMI Records Japan-ra. Ezért a T-ara további japán promóciói a Universal Music Japanon keresztül valósulnak meg.
2013 áprilisának elején bejelentették, hogy a T-ara alegységet fog létrehozni Eunjung, Hyomin, Jiyeon és Areum tagokkal, T-ara N4 néven. Ez a „T-ara Brand New 4” rövidített formája, amely a négy tag átalakulását jelenti. Az alegység 2013. április 29-én debütált a Jeon Won Diary (전원 일기) című dallal, producere Duble Sidekick volt. A T-ara a Nippon Budókanban lépett fel 2013. július 13-án, hogy megünnepeljék második japán lemezüket, a Treasure Box-ot, 2013. augusztus 7-én. A Treasure Box cím 2013. június 15-én került felfedésre, az album dallistáján tizenhárom dallal. A csoport koncepciója az albumhoz a takaraszagasi (宝探し, ’kincsvadászat’) szó volt. A T-ara kiadta a Painkiller című videoklipet digitális egyetlen dalként. A dal a T-ara, Davichi, SeeYa, 5dolls és Speed együttműködésével készült. Jiyeon szerepelt a videoklip főszereplőjeként.
2013. július 10-én a Core Contents Media által közzétett videóval megerősítették, hogy Areum távozik a csoportból, hogy "jövő év eleje felé" szólókarriert folytasson. Augusztusban a T-ara kiadta a "Bikini" című videoklipet, amelyben Davichi és Skull szerepel. Budokan koncertjükön bejelentették, hogy Qri lesz a T-ara új vezetője. Szeptember 15-én a Core Contents Media bejelentette, hogy a T-ara október 10-én tartja meg várva várt koreai visszatérését. A visszatérés előtt, a T-ara, együtt Davichivel, SPEED-del és a SeeYa-val tartott koncertet Mongóliában, amely felkeltette 20.000 ember. érdeklődését. Október 6-án a T-ara először a Number 9-t adta elő a Hallyu Dream Concert-en a Sexy Love mellett. A Number Nine október 10-én jelent meg T-ara Again mini albumával. A T-ara egy japán albumot is kiadott egy japán film, a Jinx népszerűsítésére, amelyben Hyomin szerepel, Kioku ~ Kimi ga Kureta Michishirube ~ címmel novemberben. Az album a film bemutatásának dátuma szerint jelent meg.
T-ara december 2-án koreai visszatérést tartott a Do You Know Me című dallal. Koncepciójuk erre a visszatérésre és a videoklip a színházi koncepció szerint retro stílusban. Emellett kiadtak egy újracsomagolt albumot, Again 1977 címmel, amely az Again című albumuk legjobb dalait tartalmazza. A csoport kiadta a "Do You Know Me" balladás változatát is.
December 13-án a T-ara kiadott egy karácsonyi dalt Hide & Seek címmel. A T-ara a hetedik helyet foglalta el az elmúlt évtizedben a digitális zenei listákon a legtöbb első számú slágerrel rendelkező csoporttal, 13 dallal, annak ellenére, hogy 4,5 évvel ezelőtt debütált. Január 19-én a T-ara második koncertjét a kínai Chengduban tartotta, ötből egy koncertet Kínában akartak rendezni 2014-ben. Február 14-én a T-ara közös koncertet tartott kiadóbéli társaval, a Speed-del Phnom Penhben, Kambodzsában. Február 19-én a CCM közzétett egy videoklipet a Cso Jongszu All Star Projectjének promóciós számához, a First Love című kislemezhez, amelyet Hyomin, Jiyeon és Soyeon énekelt, EB rapperrel. A T-arának japán visszatérése volt a dupla A-oldali kislemez Lead The Way és LA'booN címmel március 5-én, és május 14-én jelent meg harmadik japán albumuk,a Gossip Girls.
Szeptember 11-én jelent meg a T-ara hatodik kislemeze, And & End címmel, a Sugar Free címadó dallal, a két videoklipjével együtt. A dalt az EDM ihlette, és az elektro house zene Big Room alműfajának része. Szeptember 24-én megjelent egy remix album EDM CLUB Sugar Free Edition néven. Ez az album tartalmazta a Sugar Free angol változatát, amely az első dal, amelyet T-ara felvett angolul. Október 13-án a T-ara irányítási szerződést írt alá egy befolyásos kínai szórakoztató céggel, a Longzhen Culture Development-tel. A szerződés értéke 5 milliárd KRW (~ 4,8 millió USD) volt. November 24-én a T-ara kiadta a Chopstick Brothers "Little Apple " című koreai/kínai feldolgozását, valamint egy videoklipet. Ezen a videón Jiyeon, Eunjung, Qri és Hyomin, valamint az F-ve Dolls Seunghee-ja és Dani szerepelt. A videó két napon belül 8 millió megtekintést ért el a Tudou weboldalon. December 25-én a T-ara megtartotta első hazai koncertjét Dear My Family címmel a COEX Auditoriumban, Szöulban, Samseongdongban, annak érdekében, hogy a rajongókhoz közel lehessenek és tartalmas időt töltsenek velük, kicsi koncert volt, 1100 férőhellyel. December 27-én a T-ara Sanghajban tartotta koncertjét a 2013–2014-es kínai turné kezdő állomásaként.

### 2015–2016:So GoodésRemember
Az első koreai koncertjük után T-ara Vietnamba indult egy mini koncertre. Január 9 -én a csoport megérkezett a repülőtérre, ahol problémák merültek fel, amelyek módosították az ütemezést. Ennek ellenére a csoport mini-koncertje, amelyre október 10-én került sor, több mint 3000 vietnami és nemzetközi rajongót vonzott.
2015. február 7-én az MBK Entertainment debütált egy a "TS" néven ismert projektcsoportot, Eunjung, Soyeon, Cso Szunghi, Minkyung (The SeeYa), Ki-O, Jongkook és Sejun (SPEED) művészekkel. A csoport téli kislemezt adott ki, Don't Forget Me címmel.
2015 márciusában bejelentették, hogy T-ara lesz a főszereplője a malajziai Sultan Of Johor Coronation ünnepségeknek Johor Bahruban. A csoport az eseményen a Sistar és a The Black Eyed Peas Tabooja mellett jelenik meg, amely 50 000 közönséget vonzott.
2015. június 20-án a T-ara megkezdte első kínai turnéját, a Great China Tour-t ami Nanjingból, Pekingből és Hefeiből indult. Ez volt az első koncert, amelyet a T-ara tartott, miután a Banana Plan ügynökséggel szerződést kötöttek, aki a kínai promócióikat kezeli. A csoport 22 dalt adott elő, és 4000 jegyet adtak el. A Great China Tour következő koncertjét Kanton-ban tartották december 19-én, és több mint 5000 jegyet adtak el-ezzel a turné második egymást követő teltházas koncertje volt.
2015. július 17-én az MBK Entertainment megerősítette, hogy a csoport augusztus első hetében csatlakozik a nyári visszatéréshez. 2015. augusztus 3-án megjelent a T-ara hetedik középlemeze, a So Good a So Crazy címadó dallal, amit a Brave Brothers komponált. Szintén a Brave Brothers komponálta Hyomin első szóló címadó dalát, a Nice Body-t, és 2 nap alatt meghaladta az 1 millió megtekintést.
Augusztus 13-án a T-ara sajtótájékoztatót tartott a Sweet Temptation című webdrámájukhoz, amely összesen 6 epizódot tartalmaz 6 külön történethez. A drámát 2015 októberében mutatták be.
Október 15-én az Insider Monkey weboldal közzétette minden idők 16 legkelendőbb lánycsoportjának listáját, ahol a T-ara a 10. helyen végzett, összesen 36,18 millió eladással. A csoport továbbra is további hatást gyakorolt azáltal, hogy megjelent a The Brain híres kínai varietéműsor 3. évadában, így ők lettek a második koreai híresség, amely ezen a műsoron szerepelt Kim Szuhjon után, aki meglátogatta a show-t az 1. évad során.
Június 4-én a T-ara más művészekkel együtt részt vett a Dream Concert 2016-on. A csoport fellépése a Bo Peep Bo Peep, a Roly Poly és a So Crazy remixe volt, amelyet a közönség jól fogadott.
2016-tól a Dong-a Ilbo újság számos elemet publikált azokról a koreai idol sztárokról, akik az elmúlt 20 évben befolyást gyakoroltak egy koreai kétezer ember körében végzett felmérés alapján. A "Top 14 kedvenc dal" kategóriában a T-ara a 14. helyen végzett a Roly-Poly dallal.
Szeptember 9-én a T-ara 3 dalt adott elő a szöuli IASGO számára. Szeptember 11-én a T-ara Japánba repült a tokiói rajongói találkozóra. A Premium Live Concert a Tokyo Dome városházában volt, ahol a T-ara 7 dalt adott elő, és beszélgetett rajongóival. A T-ara kétszer lépett fel a nap folyamán, mivel az esemény 2 részre volt osztva, az egyik délután, a másik este. A T-ara először adta elő élőben a Memories című dalukat.
Szeptember 17-én a T-ara a Great China Tour utolsó koncertjét tartotta a sanghaji Mercedes-Benz Arénában, körülbelül 8500 ember részvételével.
Szeptember 29 -én volt az első "Master of Driving" varietéműsor első adása Hyomin és Eunjung részvételével. A műsor 3 kísérleti híresség-sofőrből áll, akik vezetési leckéket adnak nekik.
T-ara részt vett a Busan One Asia Festival 2016-on, az október 1-i nyitóelőadáson. Részt vettek az október 4 -i K-pop koncerten is, és 8 különböző dalt adtak elő, sok kínai és nemzetközi rajongó vett részt és szurkoltak nekik. Megjelenésüket követően a T-ara Jeju-ba repült, hogy fellépjen a Jeju Olleh Duty Free Shop koncerten 9-én, és 5 dalt adott elő, például a Sexy Love-t és az I don't want you-t.
2016 októberében az MBK Entertainment bejelentette, hogy a T-ara novemberben kiadja a Duble Sidekick által készített mini albumot. A T-ara nyolcadik középlemeze, Remember címmel, a TIAMO címadó dallal november 9-én jelent meg. A megjelenést 3 rajongó-aláíró esemény követte.

### 2017–2019: A zaklatási botrány lezárása,What's My Name?és a tevékenységek szünetelése
2017 februárjában Hvajong és ikertestvére, Hjojong egy valóságshow-ban jelentek meg, és ismét beszéltek a botrányról; Hvajong azt mondta, hogy a nővére volt az egyetlen személy, aki támogatta őt az eset során, és milyen nehéz volt neki minden. Nem sokkal később egy korábbi alkalmazott lépett előre, és azt állította, hogy valójában az ikrek zaklatták a többi tagot, és olyan szövegeket tettek közzé, amelyeken látszott, hogy Hjojong fizikai bántalmazással fenyegeti a volt tagot, Areumot, amiért nem támogatta Hvajong viselkedését. Nem sokkal később egyre több munkatárs érkezett azzal a bizonyítékkal, hogy Hvajong tiszteletlen volt a többi taggal és a stylistokkal szemben, és elnagyzolta hogy mennyire súlyos volt a kezdeti sérülése, hogy minél több együttérzést szerezzen. Hvajong kezdetben megpróbálta cáfolni a pletykákat, a személyzetet okolta, de végül elismerte, hogy a szövegek amiket írt valódiak. Miután intenzív ellenérzést váltott ki, és többek között több televíziós műsorból is eltávolították, Hvajong törölte Instagram-fiókját.
2017. március 6-án az MBK Entertainment bejelentette, hogy a T-ara májusban teszi közzé utolsó albumát, Soyeon és a Boram pedig felbontják szerződéseiket megjelenése után. Qri, Eunjung, Hyomin és Jiyeon 2017. december 31-ig marad a kiadónál. Május 7-én az MBK Entertainment bejelentette, hogy a csoport tervei megváltoztak, és hogy az utolsó album megjelenését 2017 júniusára átütemezik, Boram és Soyeon tagok nem tudnak részt venni a szerződésük lejárta miatt. Május 8-án bejelentették, hogy T-ara utolsó fellépése hattagúként május 13-án lesz a tajvani koncerten.
A fennmaradó négy tag csoportként folytatta kilencedik középlemezének, a What My Name? című utolsó promóciós albumának tevékenységeit 2017. június 14-én. Öt év elteltével, anélkül, hogy bármilyen díjat nyertek volna a zenei műsorokban, T-ara június 20-án elnyerte a The Show első helyét.
T-ara július 15-én kiadta a "My Love" című betétdalt a KBS 2TV Greatest One-Shot című drámájához.
November 4 -én a csoport megtartotta első koncertjét Ho Si Minh városban, Vietnamban, amely a hírek szerint 10 000 látogatót vonzott. A jegyértékesítés egy részét vietnámi jótékonysági célra ajánlják fel a Vietnam és Dél-Korea közötti diplomáciai kapcsolatok 25. évfordulója tiszteletére.
2018. január 3-án Hyomin Instagram-fiókjában bejelentette, hogy ő, Jiyeon, Eunjung és Qri úgy döntött, hogy nem hosszabbítják meg szerződéseiket az MBK-val, és így elhagyják a céget. A cég később megerősítette, hogy a csoport kilépett a cégből, azonban nem közölték, hogy a csoport feloszlott. Az MBK Entertainment később megerősítette, hogy december 28-án bejegyezték a T-ara védjegyét. A tagok január 19-én hivatalosan benyújtották az MBK Entertainment védjegyének elutasítását indokoló dokumentumokat. Augusztus 8-án a T-ara MBK Entertainment általi védjegyhasználatát megtagadta a védjegytörvény.

### 2020-jelen: Újjáegyesülés
2020. október 2-án a csoport egyetlen újjáegyesülést tartott, ahol előadták Roly-Poly és Sexy Love dalokat, a Cshuszok ünnepére, U-Kiss, Narsha, a Teen Top és az SS501 előadók mellett.
2021 júliusában a csoport újra összeállt a JTBC Ask Us Anything című műsorában.
A csoport 2021. július 29-én, a 12. évfordulójuk Vlive közvetítésén felfedte, hogy tervezik egy új visszatérés kiadását még tél előtt. November 8-án fény derült arra, hogy a visszatérés november 15-én fog megvalósulni., és a DINGO (Makeus Company), A Makeus Entertainment anyacége adta ki az új visszatérést., míg a Dreamus Company részt vett a lemez disztribúciójában.

## Tagjai
| Művésznév  | Művésznév | Születési név | Születési név | Születési dátum              | Pozíció                           |
| Nemzetközi | Hangul    | Magyaros      | Hangul        | Születési dátum              | Pozíció                           |
| ---------- | --------- | ------------- | ------------- | ---------------------------- | --------------------------------- |
| Boram      | 보람      | Cson Boram    | 全보람        | 1986. március 22. (39 éves)  | rapper, vezetővokál               |
| Qri        | 큐리      | I Dzsijon     | 이지현        | 1986. december 12. (38 éves) | mellék vokál, vezető              |
| Soyeon     | 소연      | Pak Szojon    | 박소연        | 1987. október 5. (37 éves)   | fővokál                           |
| Eunjung    | 은정      | Ham Undzsong  | 함은정        | 1988. december 12. (36 éves) | fővokál, vezető rapper            |
| Hyomin     | 효민      | Pak Szonjong  | 박선영        | 1989. május 30. (36 éves)    | főrapper, vezetővokál             |
| Jiyeon     | 지연      | Pak Csijon    | 박지연        | 1993. június 7. (32 éves)    | vokál, főtáncos, az együttes arca |

## Diszkográfia

### Koreai nyelvű stúdióalbumok
- 2009: Absolute First Album

### Középlemezek
- 2010: Temptastic
- 2011: John Travolta Wannabe
- 2011: Black Eyes
- 2012: Day by Day
- 2013: Again
- 2014: And & End
- 2015: So good
- 2017: What's my name?

### Minialbumok
- 2021: Re:T-ARA

### Japán nyelvű stúdióalbumok
- 2012: Jewelry Box
- 2013: Treasure Box
- 2014 Gossip Girls

## Fordítás
Ez a szócikk részben vagy egészben  a   T-ara című angol Wikipédia-szócikk ezen változatának fordításán alapul.  Az eredeti cikk szerkesztőit annak laptörténete sorolja fel. Ez a jelzés csupán a megfogalmazás eredetét és a szerzői jogokat jelzi, nem szolgál a cikkben szereplő információk forrásmegjelöléseként.